# Euclidia derufata
Euclidia derufata là một loài bướm đêm trong họ Erebidae.